# إراتو

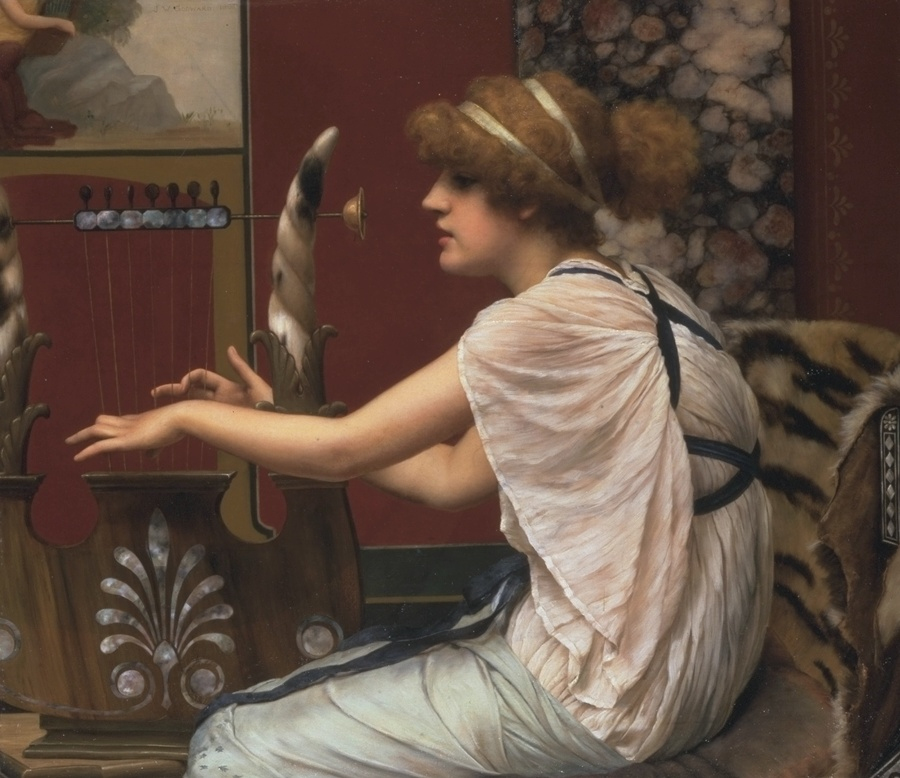
إراتو تعزف على قيثارتها

إراتو (باليونانية: Ερατώ بمعنى "المحبوبة") بحسب الميثولوجيا الإغريقية القديمة، هي إحدى إلهات الإلهام التسع، والتي عنيت بالشعر الغزلي والإيماء. هي ابنة كلاً من زيوس ونيموسيني، وتصور في الفنون كامرأة تحمل معها قيثارة، وخلال عصر النهضة أيضًا، كانت متوجة بإكليل من الورود.

## صفات إراتو
كانت إراتو تعتبر من أكثر من تجذب الأنظار من بين أخواتها، وكانت ربة شعر الغزل، تصور عادة وهي تحمل قيثارة.

## أسرة أراتو
أنجبت كليوفيمي من مالوس.